# District de Dreux
Le district de Dreux est une ancienne division territoriale française du département d'Eure-et-Loir de 1790 à 1795.

## Composition
Il est composé des 6 cantons suivants :
- Canton de Dreux [1] ;
- Canton d'Anet [2] ;
- Canton de Bû [3] ;
- Canton de Nogent-le-Roi [4] ;
- Canton de Saint-Lubin-des-Joncherets [5] ;
- Canton de Tremblay-les-Villages[6].